# (398) Admete
(398) Admete ist ein Asteroid des mittleren Hauptgürtels, der am 28. Dezember 1894 vom französischen Astronomen Auguste Charlois am Observatoire de Nice bei einer Helligkeit von 12 mag entdeckt wurde.
Der Asteroid ist benannt nach Admete, einer Tochter des Eurystheus, die die zwölf Aufgaben des Herakles befahl. Die Beschaffung des goldenen Gürtels von Hippolyte, der Königin der Amazonen, war eine der Aufgaben, da Admete ihn begehrte.

## Wissenschaftliche Auswertung
Aus Ergebnissen der IRAS Minor Planet Survey (IMPS) wurden 1992 erstmals Angaben zu Durchmesser und Albedo für zahlreiche Asteroiden abgeleitet, darunter auch (398) Admete, für die damals Werte von 47,0 km bzw. 0,06 erhalten wurden. Eine Auswertung von Beobachtungen durch das Projekt NEOWISE im nahen Infrarot führte 2011 zu vorläufigen Werten für den Durchmesser und die Albedo im sichtbaren Bereich von 57,5 km bzw. 0,04. Nach neuen Messungen mit NEOWISE wurden die Werte 2012 auf 49,8 km bzw. 0,05 geändert. Nach der Reaktivierung von NEOWISE im Jahr 2013 und Registrierung neuer Daten wurden die Werte 2015 zunächst mit 52,2 km bzw. 0,04 angegeben und dann 2016 korrigiert zu 44,2 oder 44,3 km bzw. 0,05, diese Angaben beinhalten aber alle hohe Unsicherheiten.
Spektroskopische Beobachtungen am 11. Dezember 2021 und 12. Februar 2022 am Caucasus Mountain Observatory (CMO) des Sternberg-Instituts für Astronomie zeigten keine Anzeichen einer durch Sublimation von Wasser- und Kohlenstoffdioxid-Eis bedingten Staub-Aktivität bei (398) Admete in Perihelnähe.
Photometrische Messungen des Asteroiden fanden erstmals statt vom 27. Mai bis 7. Juli 2014 am Observatorio Los Algarrobos (OLASU) in Uruguay. Zu dieser Zeit war (398) Admete der Asteroid mit der niedrigsten Nummer, für den noch keine Rotationsparameter bekannt waren. Aus der stark verrauschten Lichtkurve mit geringer Amplitude wurde eine Rotationsperiode von 11,208 h bestimmt.
Dies erwies sich jedoch als fehlerhafte Auswertung, denn aus neuen Beobachtungen vom 3. Oktober bis 1. November 2016 während 11 Nächten am Organ Mesa Observatory in New Mexico wurde nun eine Rotationsperiode von 20,993 h bestimmt, während der früher bestimmte Wert ausgeschlossen wurde.